# Grupo Desportivo Vitória de Sernache
O Grupo Desportivo Vitória de Sernache é uma coletividade desportiva sediada na vila de Cernache do Bonjardim, Município da Sertã. Disputa desde há muitos anos as provas da Associação de Futebol de Castelo Branco, onde se sagrou campeão por diversas vezes, tendo também ao longo da sua vida competido em provas nacionais como a III.ª Divisão Nacional e o Campeonato de Portugal.

## História

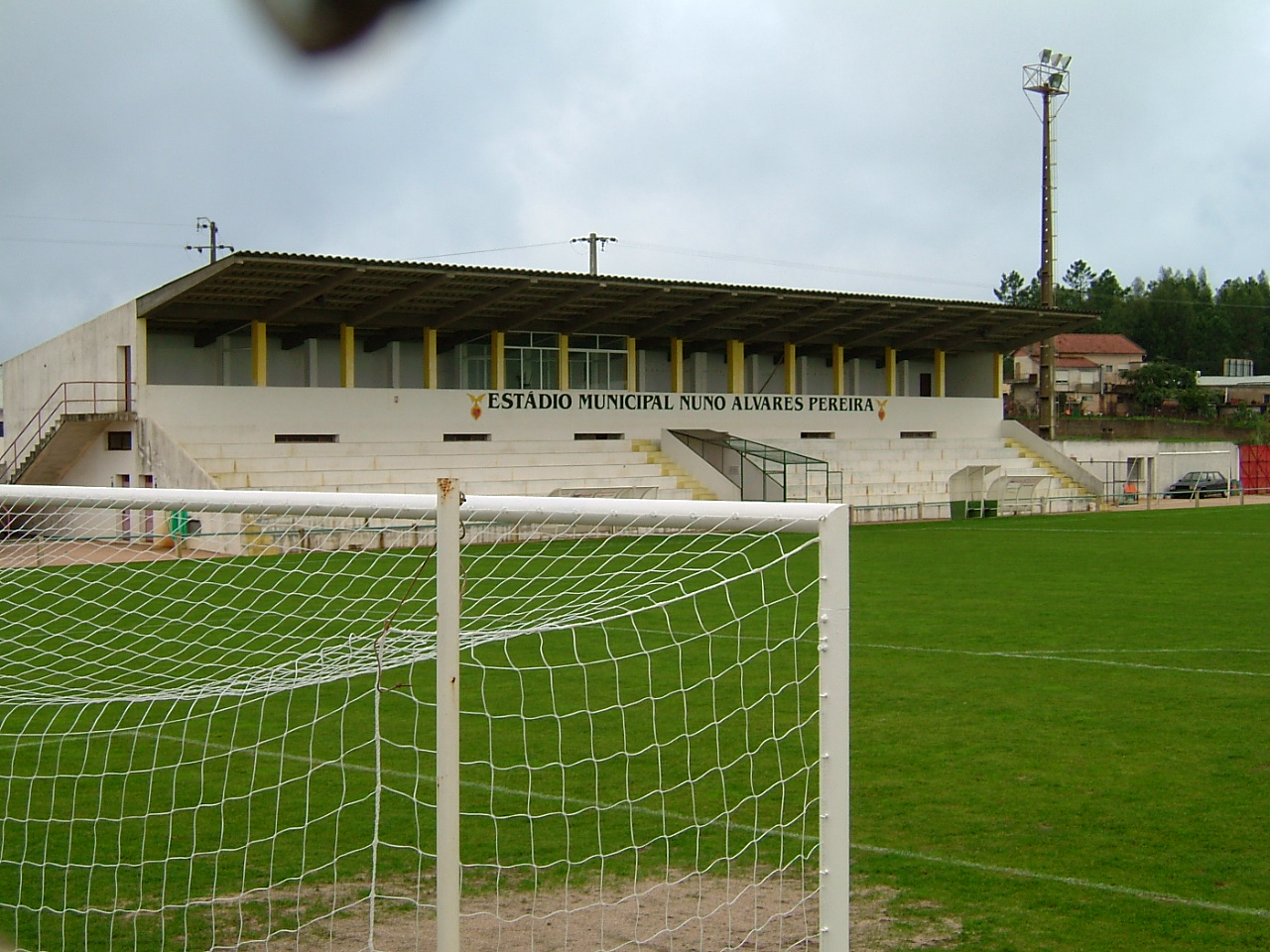
Estádio Municipal D. Nuno Álvares Pereira

Em 1924 surge em Cernache do Bonjardim o Atlético Clube de Sernache que apadrinhado pelo Atlético Clube de Portugal, passou a exercer uma importante acção junto da população na sua vertente cultural e desportiva.
O Atlético estava intimamente ligado ao Grémio Recreativo Nuno Alvares, cuja sede estava situada na Rua Nuno Alvares Pereira. Sendo por isso a primeira equipe conhecida em Cernache do Bonjardim.
Não existe muita informação sobre as actividades do Atlético Clube de Sernache nesta vila, mas os que na sua juventude viveram em Cernache do Bonjardim, ainda se lembram que principalmente nas férias escolares, se reuniam diversos estudantes universitários para disputarem jogos de futebol com clubes de terras vizinhas.
Com as suas actividades desportivas ao longo dos tempos, foram surgindo diversos grupos que espontaneamente se associavam para praticar desporto. Neste âmbito surge em 1948, o Grupo Desportivo Viação de Sernache, cuja finalidade da sua origem, seria a de proporcionar aos trabalhadores da Companhia Viação de Sernache, a que estava intimamente ligada, momentos de lazer e desporto.
Durante a década de 40, quer o Atlético Clube de Sernache, o Grupo Desportivo Viação de Sernache e outro grupo ligado aos comerciantes locais, o União Comercial, proporcionavam à população as condições e momentos de desporto, onde predominava o futebol como modalidade mais participada.
Não havia na altura muita distinção entre os diversos membros estes grupos, havendo muitas vezes nos jogos de futebol disputados em outras localidades, uma selecção dos vários elementos de cada associação.
Nesta altura quando se iniciou a expansão económica da freguesia de Cernache do Bonjardim, o Grupo Desportivo Viação de Sernache, possuía diversas modalidades desportivas, fruto da sua ligação à empresa que constituía o motor de desenvolvimento económico de Cernache do Bonjardim (que na época se escrevia Sernache do Bonjardim)
Salienta-se não só o futebol, como o Hóquei em Patins, Atletismo, Ginástica e andebol. Possuía actividades mais ligadas para a componente lúdica, como jogos de sala e automobilismo.
Dentro destas a actividades, salientou-se a modalidade de futebol, onde se optou por seguir uma via de competição.
Em 28 de Maio 1950 foi inaugurado o Campo Nuno Alvares Pereira, empreitada que deu muito trabalho e custeado apenas pelos habitantes locais, com destaque pela cedência do terreno pela família Moreira.
Em 1957 o Grupo Desportivo Viação de Sernache, foi convidado para participar na Taça Amizade, torneio de futebol que reunia equipes de Cernache do Bonjardim, Figueiró dos Vinhos, Cabaços, Castanheira de Pêra, Sertã e Pedrógão Grande.
A equipe de Cernache do Bonjardim com jovens jogadores mas aguerridos e com talento, venceu a Taça Amizade. Esta vitória foi inesperada por ser disputada com equipas de mais gabarito, deu confiança aos inexperientes atletas, levando-os a decidir no ano seguinte participar nas competições organizadas pela Associação de Futebol de Castelo Branco.
Com a entrada pela primeira vez nas competições de carácter oficial em 1958, o Grupo Desportivo Viação de Sernache, demonstrou um enorme sucesso, tendo alcançado o título de Campeão Distrital de Castelo Branco, e subido à III.ª Divisão Nacional.
Este sucesso desportivo que culminou com a subida à II.ª divisão Nacional na época 1959/1960, um facto considerado em todo o pais como extraordinário, visto que uma aldeia do interior de Portugal, conseguiu chegar a uma divisão do campeonato português, onde outros clubes com mais recursos, nunca tinham chegado, teve o efeito de acabar com os outros grupos que existiam em Cernache do Bonjardim. passando a existir apenas o Grupo Desportivo Victória de Sernache, que entretanto tinha mudado de nome, numa tentativa de se separar da companhia Viação Sernache, apesar dos seus Estatutos, imporem uma ligação dos membros da direcção com os gerentes da empresa.
Quando a prestação da equipe de futebol começou a correr mal, a queda foi brutal, pois em consequência da falta de comparência a jogos de futebol, a Federação Portuguesa de Futebol, instaurou um processo disciplinar ao clube, com uma avultada multa que não houve forma da liquidar.
Impedido de participar nas competições de futebol organizadas pela Associação de Futebol, o Grupo Desportivo Vitória de Sernache, teve as suas actividades desportivas suspensas, não se tendo realizado inclusivamente Assembleia-geral de sócios ou eleito corpos dirigentes.
Assim de 1964 a 1974, a actividade do clube esteve suspensa. Com a revolução de Abril de 1974, os trabalhadores da Companhia Viação Sernache, então nacionalizada e integrada na Rodoviária Nacional, tomaram a iniciativa de reactivar o Grupo Desportivo, de modo a organizar eventos desportivos para toda a população, onde nesses tempos predominava o atletismo e jogos populares tradicionais.
Naturalmente as memórias dos momentos vividos pela população uma década atrás, levaram que se reactivasse a modalidade de futebol nesse ano, iniciando a participação no Campeonato Distrital de Futebol de Castelo Branco no ano de 1976, que se mantêm até hoje, tendo em algumas épocas, disputado o Campeonato Nacional da 3ª Divisão Nacional.
Durante estes 33 anos, a principal actividade da Associação foi a modalidade de futebol nas diversas camadas etárias, onde praticam desporto os jovens do concelho que assim o pretendam.
Apesar desta predominância da modalidade, o Grupo Desportivo Vitória de Sernache, procurou diversificar durante todos estes anos, o tipo de desporto e de actividades de lazer que proporciona à população.
Na época de 70, além dos desportos populares, organizava festas de convívio para a população, que praticamente não possuía nenhuma forma de diversão.
Nessa época todos os domingos o Clube organizava excursões que permitia a todos os habitantes de Cernache do Bonjardim, conhecer várias localidades, com predominância para as viagens familiares à Serra da Estrela.
Com o tempo, esse tipo de organizações acabou, tendo limitado a participar em diversos eventos organizados pelas mais diversas entidades, como o Município da Sertã e a Junta de Freguesia.
A maioria dessas participações só pode ser citada de memória pois não possuímos nenhuma forma de registo, como por exemplo a participação em Feiras Comerciais organizadas localmente, a participação em desfiles de Carnaval, a colaboração de elementos da direcção na organização de eventos desportivos ou culturais.
Colabora activamente com as diversas associações do concelho na promoção e organização de eventos desportivos e culturais, participando em diversos torneios de jogos populares, colaborando com meios humanos e materiais na organização de eventos de outras associações da comunidade. Os seus sócios participam em representação do G.D.V.Sernache em diversos acontecimentos culturais, organizados pela Junta de Freguesia ou pela Câmara Municipal da Sertã, como por exemplo festivais da canção, provas de atletismo ou em desfiles carnavalescos.
Durante as últimas décadas, a principal actividade da Associação é a modalidade de futebol nas diversas camadas etárias, onde praticam desporto os jovens do concelho que assim o pretendam, entrando a nível competitivo nos campeonatos do distrito de Castelo Branco.

## Futebol
| Historial de participações          | N.º de Presenças |
| ----------------------------------- | ---------------- |
| Temporadas na 1ª                    | 0                |
| Temporadas na 2ª                    | 0                |
| Temporadas na Liga 3                | 0                |
| Temporadas no CP                    | 7                |
| Temporadas na II Divisão (extinta)  | 1                |
| Temporadas na III Divisão (extinta) | 10               |
| Taça de Portugal                    | 18               |

(inclui época 2024/2025)

## Classificações
| Época | Nível | Classificação | Pts    | J  | V  | E  | D  | GM | GS | +/- | TP       |
| 2024 - 2025 | 5     | 1             | 67 pt  | 24 | 23 | 1  | 0  | 83 | 13 | +70 | -        |
| 2023 - 2024 | 4     | 12            | 25 pt  | 26 | 5  | 10 | 11 | 17 | 30 | -13 | 2ª Elim. |
| 2022 - 2023 | 5     | 1             | 73 pt  | 30 | 23 | 4  | 3  | 95 | 17 | 78  | -        |
| 2021 - 2022 | 4     | 5             | 21 pt  | 18 | 4  | 9  | 5  | 24 | 24 | 0   | 2ª Elim. |
| 2020 - 2021 | 3     | 8             | 25 pts | 22 | 6  | 7  | 9  | 32 | 29 | +3  | 2ª Elim. |
| 2019 - 2020 | 3     | 17            | 22 pts | 25 | 4  | 10 | 11 | 24 | 7  | -13 | 3ª Elim. |
| 2018 - 2019 | 4     | 1             | 49 pts | 18 | 16 | 1  | 1  | 72 | 9  | +63 | 2ª Elim. |
| 2017 - 2018 | 4     | 2             | 53 pts | 20 | 17 | 2  | 1  | 56 | 12 | +44 | -        |
| 2016 - 2017 | 3     | 9             | 17 pts | 32 | 6  | 9  | 17 | 33 | 53 | +20 | 3ª Elim. |
| 2015 - 2016 | 3     | 5             | 29 pts | 32 | 10 | 9  | 13 | 32 | 43 | -10 | 1ª Elim. |
| 2014 - 2015 | 3     | 7             | 30 pts | 32 | 11 | 11 | 10 | 41 | 36 | +5  | 3ª Elim. |
| 2013 - 2014 | 4     | 1             | 50 pts | 20 | 16 | 2  | 2  | 51 | 1  | +41 | 2ª Elim. |
| 2012 - 2013 | 4     | 4             | 32 pts | 33 | 15 | 5  | 12 | 50 | 34 | +16 | 1ª Elim. |
| 2011 - 2012 | 5     | 1             | 52 pts | 24 | 20 | 2  | 2  | 51 | 11 | +40 | -        |
| 2010 - 2011 | 5     | 2             | 42 pts | 30 | 18 | 6  | 6  | 58 | 27 | +31 | -        |
| 2009 - 2010 | 5     | 3             | 40 pts | 32 | 19 | 5  | 8  | 64 | 33 | +31 | -        |
| 2008 - 2009 | 5     | 7             | 29 pts | 22 | 8  | 5  | 9  | 31 | 29 | +2  | -        |
| 2007 - 2008 | 5     | 4             | 50 pts | 26 | 15 | 5  | 6  | 54 | 25 | +29 | -        |
| 2006 - 2007 | 5     | 4             | 47 prs | 28 | 14 | 5  | 9  | 55 | 29 | +24 | -        |
| 2005 - 2006 | 5     | 2             | 41 pts | 20 | 12 | 5  | 3  | 36 | 14 | +22 | -        |
| 2004 - 2005 | 5     | 7             | 37 pts | 26 | 10 | 7  | 9  | 36 | 30 | -6  | -        |
| 2003 - 2004 | 5     | 7             | 44 pts | 26 | 12 | 8  | 6  | 43 | 28 | +15 | -        |
| 2002 - 2003 | 4     | 12            | 18 pts | 32 | 3  | 9  | 20 | 29 | 72 | +43 | 1ª Elim. |
| 2001 - 2002 | 4     | 12            | 35 pts | 34 | 8  | 12 | 14 | 41 | 47 | -6  | 2ª Elim. |
| 2000 - 2001 | 4     | 7             | 53 pts | 34 | 15 | 8  | 11 | 54 | 47 | +7  | 3ª Elim. |
| 1999 - 2000 | 4     | 9             | 43 pts | 34 | 9  | 16 | 9  | 30 | 35 | -5  | 2ª Elim. |
| 1998 - 1999 | 4     | 7             | 52 pts | 34 | 14 | 10 | 10 | 45 | 35 | +10 | 1ª Elim. |
| 1997 - 1998 | 5     | 1             | 71 pts | 26 | 23 | 2  | 1  | 92 | 7  | +85 | -        |
| Pts - Pontos; J - Jogos; V - Vitórias; E - Empates; D - Derrotas; GM - Golos Marcados; GS - Golos Sofridos; +/- - Diferença de Golos; TP - Taça de Portugal |       |               |        |    |    |    |    |    |    |     |          |

     Promoção à divisão superior
     Despromoção à divisão inferiror
- Legenda das cores dos níveis competitivos do futebol português

     1º nível (1ª Divisão / 1ª Liga)
     2º nível (até 1989/90 como 2ª Divisão Nacional, desde 1990/91 como 2ª Liga)
     3º nível (até 1989/90 como 3ª Divisão Nacional, de 1990/91 a 2012/13 como 2ª Divisão B, de 2013/14 a 2020/21 como Campeonato de Portugal e desde 2021/22 como Liga 3)
     4º nível (entre 1989/90 e 2012/2013 como 3ª Divisão, entre 1947/48 e 1989/90 e entre 2013/14 e 2020/21 como 1ª Divisão Distrital e desde 2021/22 como Campeonato de Portugal)
     5º nível (entre 1989/90 e 2012/2013 como 1ª Divisão Distrital, entre 1947/48 e 1989/90 e entre 2013/14 e 2020/21 como 2ª Divisão Distrital e desde 2021/22 como 1ª Divisão Distrital)

## Palmarés
- Campeonato Distrital de Futebol: 10 (1959/60; 1960/1961; 1962/63 1995/96; 1997/98; 2011/12; 2013/14; 2018/19; 2022/23; 2024/25);
- Taça de Honra AFCB: 6 (2010/11; 2012/12; 2013/14; 2017/18; 2018/19; 2024/25)